# ری تاملینسون
ریموند ساموئل تاملینسون (به انگلیسی: Raymond Samuel Tomlinson) برنامه‌نویس آمریکایی بود. وی در شهر نیویورک متولد شد. تاملینسون در سال ۱۹۷۱ نخستین ایمیل را ارسال کرد. وی برای نخستین بار کاراکتر @ (ات ساین) را به عنوان جدا کننده نام کاربر ایمیلی از نام دستگاه کاربر در آدرس‌های الکترونیکی معرفی کرد.
تاملینسون در سال ۱۹۷۱ میلادی هنگامی که به عنوان مهندس در یک شرکت پژوهشی در بوستون کار می کرد، نخستین سیستم ایمیل مبتنی بر شبکه را در آرپانت (نسخه اولیه اینترنت)، با قالب آشنای «نام میزبان @ نام کاربری» ایجاد کرد. او در واقع نخستین ایمیل را به شکل امروزی آن ارسال کرد، اما بعدها در مصاحبه ای گفت که به یاد ندارد متن پیغام ارسال شده، چه بود. در سال ۱۹۷۷ رویکرد وی به عنوان قالب استاندارد ایمیل معرفی شد. انتخاب نماد @ برای ایمیل، این نماد از یاد رفته را به یک کاراکتر محبوب و نمادی برای هر آنچه به اینترنت مربوط است، تبدیل کرد. وی در جریان کار خود، زمینه را برای شکل گیری شبکه های اجتماعی مدرن فراهم کرد.
او سرانجام ۵ مارس ۲۰۱۶ بر اثر حمله قلبی درگذشت.

## جوایز و افتخارات
دریافت جایزه ی George R. Stibitz Computer Pioneer Award موزه کامپیوتر آمریکا در سال 2000 
دریافت جایزه ی Webby Award از طرف آکادمی بین‌المللی هنرهای دیجیتال برای یک عمر دستاورد علمی در سال 2001
دریافت جایزه از طرف مجله ی دیسکاور در سال 2002 
دریافت جایزه ی اینترنتی IEEE در سال 2004 
در سال 2009، او همراه با مارتین کوپر به طور مشترک جایزه شاهزاده آستوریاس (Prince of Asturias Laureate)را دریافت کرد
به ثبت رسیدن نام او در تالار مشاهیر اینترنت در سال 2012 .